# 瓦丘因蒂約克山
12°57′13″S 75°09′21″W / 12.95361°S 75.15583°W
瓦丘因蒂約克山（Wachu Intiyuq），是秘魯的山峰，位於該國中南部萬卡韋利卡大區，由萬卡韋利卡省的萬卡韋利卡區負責管轄，屬於瓊塔山脈的一部分，海拔高度5,000米。